# Saint-Jean-du-Falga
Pour les articles homonymes, voir Saint-Jean.
Saint-Jean-du-Falga est une commune française située dans le département de l'Ariège, en région Occitanie. Sur le plan historique et culturel, la commune fait partie du pays de l'Aguanaguès ou plaine d'Ariège, parfois appelé basse Ariège, ou piémont ariégeois.
Exposée à un climat océanique altéré, elle est drainée par l'Ariège et par deux autres cours d'eau. La commune possède un patrimoine naturel remarquable : un site Natura 2000 (« Garonne, Ariège, Hers, Salat, Pique et Neste »), un espace protégé (le « cours de l'Ariège ») et trois zones naturelles d'intérêt écologique, faunistique et floristique.
Saint-Jean-du-Falga est une commune urbaine qui compte 2 864 habitants en 2022, après avoir connu une forte hausse de la population depuis 1975. Elle appartient à l'unité urbaine de Pamiers et fait partie de l'aire d'attraction de Pamiers. Ses habitants sont appelés les Saint-Jeantais ou Saint-Jeantaises.
Le patrimoine architectural de la commune comprend un immeuble protégé au titre des monuments historiques : la chapelle du cimetière, inscrite en 1986.

## Géographie

### Localisation
La commune de Saint-Jean-du-Falga se trouve dans le département de l'Ariège, en région Occitanie.
Sur le plan historique et culturel, Saint-Jean-du-Falga fait partie du pays de l'Aguanaguès ou plaine d'Ariège, parfois appelé basse Ariège, ou piémont ariégeois. Ce pays, dont l'origine remonte probablement à l'époque carolingienne s'applique à la plaine de Pamiers et, par extension, à celle de Saverdun.
Elle se situe à 14 km à vol d'oiseau de Foix, préfecture du département, et à 4 km de Pamiers, sous-préfecture.
Les communes les plus proches sont : 
Benagues (1,8 km), Verniolle (1,8 km), La Tour-du-Crieu (2,9 km), Rieux-de-Pelleport (3,5 km), Pamiers (3,6 km), Varilhes (4,5 km), Saint-Bauzeil (4,6 km), Coussa (4,9 km).
Saint-Jean-du-Falga est limitrophe de cinq autres communes.
|                                         | Pamiers             |           |
| Benagues                                | Saint-Jean-du-Falga | Verniolle |
| Rieux-de-Pelleport (par un quadripoint) | Varilhes            |           |

### Superficie et relief
La superficie cadastrale de la commune publiée par l’Insee, qui sert de références dans toutes les statistiques, est de 4,03 km2,. La superficie géographique, issue de la BD Topo, composante du Référentiel à grande échelle produit par l'IGN, est quant à elle de 4,06 km2. Son relief est relativement plat puisque la dénivelée maximale atteint 35 mètres. L'altitude du territoire varie entre 289 m et 324 m.

### Géologie
La commune est située dans le Bassin aquitain, le deuxième plus grand bassin sédimentaire de la France après le Bassin parisien, la totalité du territoire étant recouverte par des formations superficielles. Les terrains affleurants sur le territoire communal sont constitués de roches sédimentaires datant du Cénozoïque, l'ère géologique la plus récente sur l'échelle des temps géologiques, débutant il y a 66 millions d'années. La structure détaillée des couches affleurantes est décrite dans la feuille « n°1057 - Pamiers » de la carte géologique harmonisée au 1/50 000ème du département de l'Ariège, et sa notice associée.

### Hydrographie

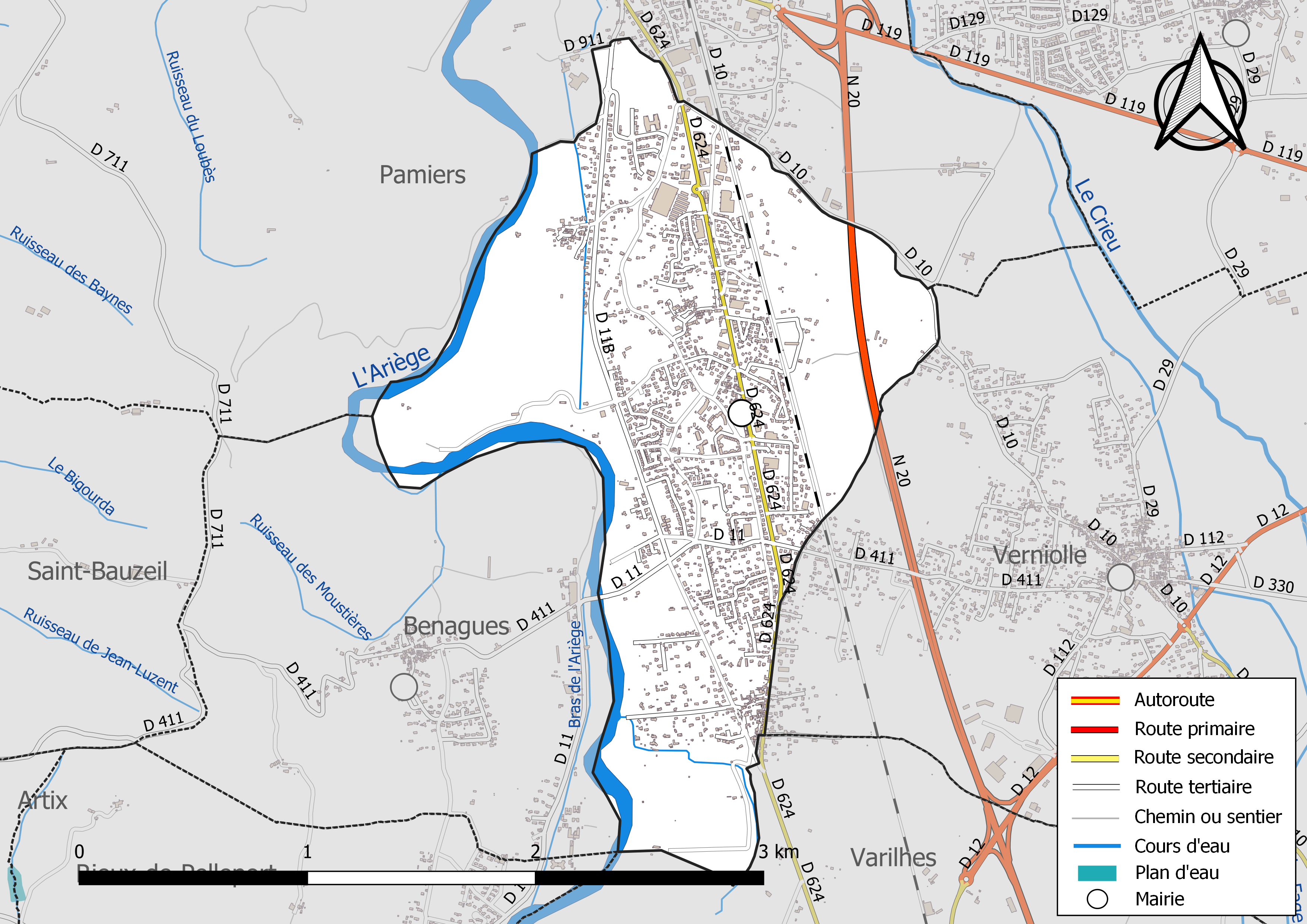
Réseaux hydrographique et routier de Saint-Jean-du-Falga.

La commune est dans le bassin versant de la Garonne, au sein du bassin hydrographique Adour-Garonne. Elle est drainée par l'Ariège et par deux petits cours d'eau, constituant un réseau hydrographique de 4 km de longueur totale,.
L'Ariège, d'une longueur totale de 162,91 km, prend sa source dans la commune de Porta et s'écoule du sud vers le nord. Elle traverse la commune et se jette dans la Garonne à Portet-sur-Garonne, après avoir traversé 56 communes.

### Climat
Pour des articles plus généraux, voir Climat de l'Occitanie et Climat de l'Ariège.
En 2010, le climat de la commune est de type climat méditerranéen altéré, selon une étude s'appuyant sur une série de données couvrant la période 1971-2000. En 2020, Météo-France publie une typologie des climats de la France métropolitaine dans laquelle la commune est exposée à un climat de montagne et est dans la région climatique Pyrénées centrales, caractérisée par une pluviométrie annuelle de 1 000 à 1 200 mm.
Pour la période 1971-2000, la température annuelle moyenne est de 12,6 °C, avec  une amplitude thermique annuelle de 15,1 °C. Le cumul annuel moyen de précipitations est de 808 mm, avec 9,5 jours de précipitations en janvier et 5,7 jours en juillet. Pour la période 1991-2020 la température moyenne annuelle observée sur la station météorologique la plus proche, située sur la commune de Montaut à 11 km à vol d'oiseau, est de 13,7 °C et le cumul annuel moyen de précipitations est de 677,1 mm,. Pour l'avenir, les paramètres climatiques de la commune estimés pour 2050 selon différents scénarios d’émission de gaz à effet de serre sont consultables sur un site dédié publié par Météo-France en novembre 2022.

### Milieux naturels et biodiversité

#### Espaces protégés
La protection réglementaire est le mode d’intervention le plus fort pour préserver des espaces naturels remarquables et leur biodiversité associée,.
Un  espace protégé est présent sur la commune : 
le « cours de l'Ariège », objet d'un arrêté de protection de biotope, d'une superficie de 159,9 ha.

#### Réseau Natura 2000

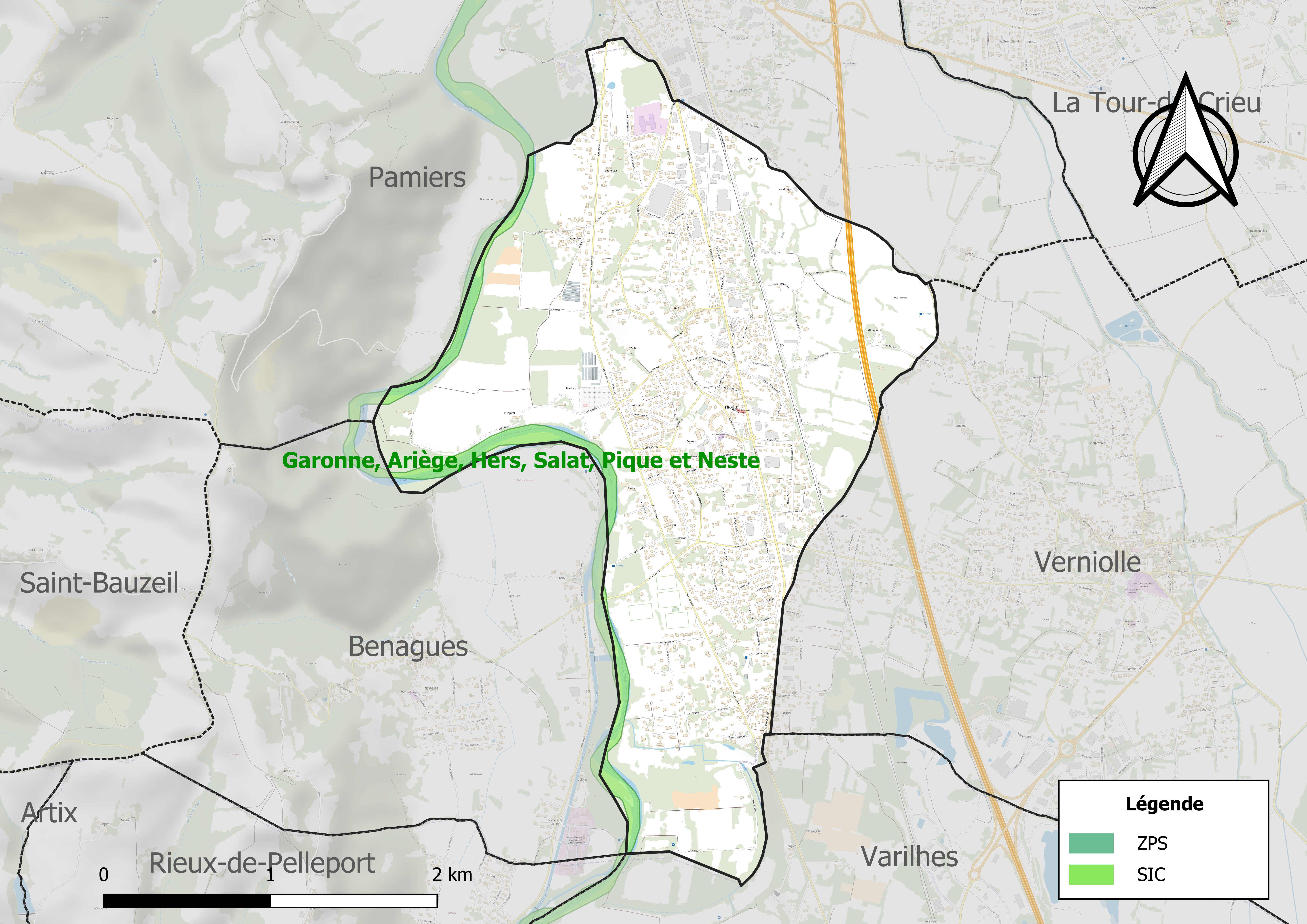
Site Natura 2000 sur le territoire communal.

Le réseau Natura 2000 est un réseau écologique européen de sites naturels d'intérêt écologique élaboré à partir des directives habitats et oiseaux, constitué de zones spéciales de conservation (ZSC) et de zones de protection spéciale (ZPS).
Un site Natura 2000 a été défini sur la commune au titre de la directive habitats : « Garonne, Ariège, Hers, Salat, Pique et Neste », d'une superficie de 9 581 ha, un réseau hydrographique pour les poissons migrateurs, avec des zones de frayères actives et potentielles importantes pour le Saumon en particulier qui fait l'objet d'alevinages réguliers et dont des adultes atteignent déjà Foix sur l'Ariège.

#### Zones naturelles d'intérêt écologique, faunistique et floristique
L’inventaire des zones naturelles d'intérêt écologique, faunistique et floristique (ZNIEFF) a pour objectif de réaliser une couverture des zones les plus intéressantes sur le plan écologique, essentiellement dans la perspective d’améliorer la connaissance du patrimoine naturel national et de fournir aux différents décideurs un outil d’aide à la prise en compte de l’environnement dans l’aménagement du territoire.
Une ZNIEFF de type 1 est recensée sur la commune :
le « cours de l'Ariège » (1 341 ha), couvrant 112 communes dont 86 dans l'Ariège et 26 dans la Haute-Garonne et deux ZNIEFF de type 2, : 
- les « basse plaine de l'Ariège et de l'Hers » (7 048 ha), couvrant 14 communes dont 13 dans l'Ariège et 1 dans la Haute-Garonne[31] ;
- « L'Ariège et ripisylves » (1 975 ha), couvrant 56 communes dont 43 dans l'Ariège et 13 dans la Haute-Garonne[32].

Carte des ZNIEFF de type 1 et 2 à Saint-Jean-du-Falga.
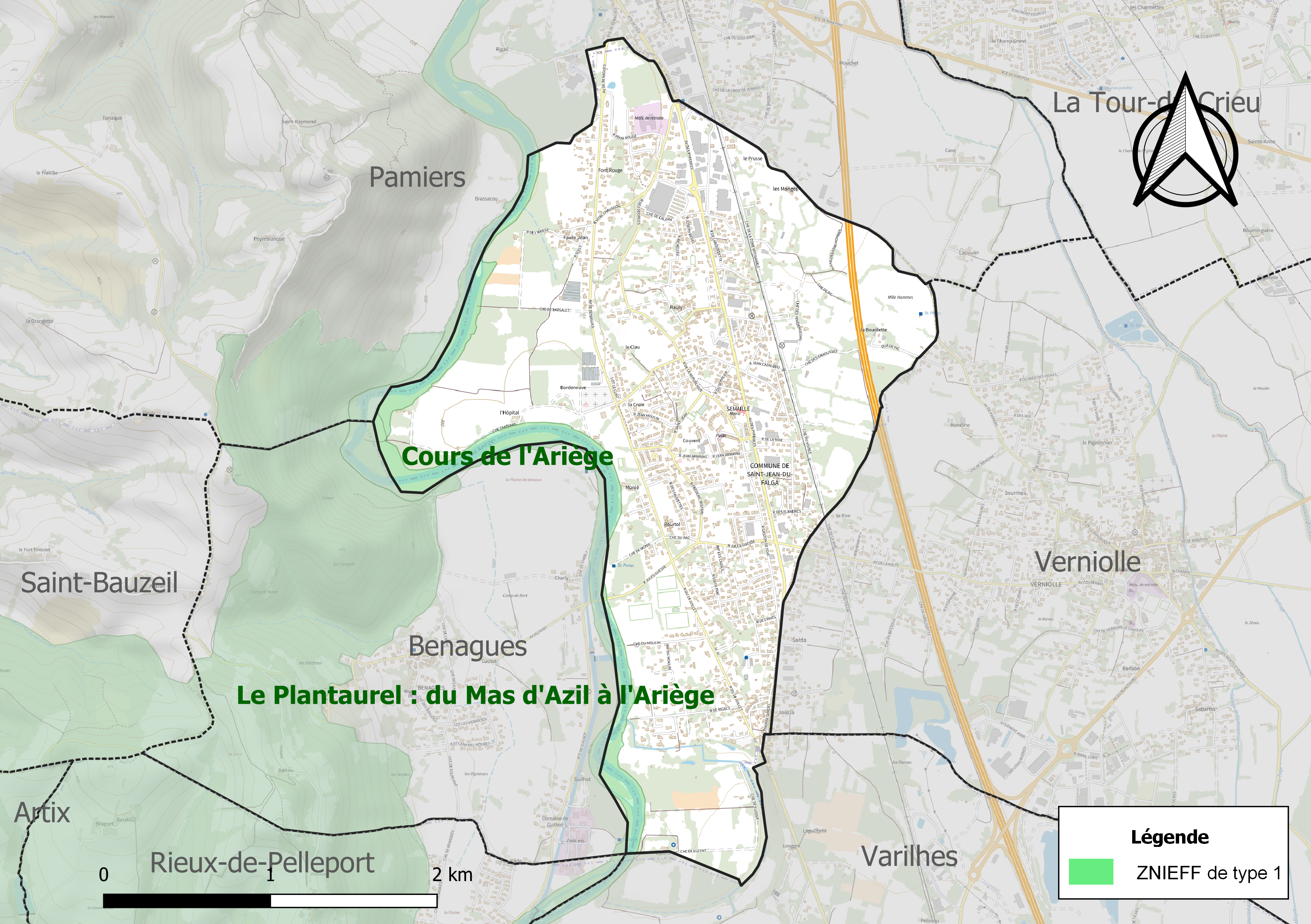
Carte de la ZNIEFF de type 1 sur la commune.
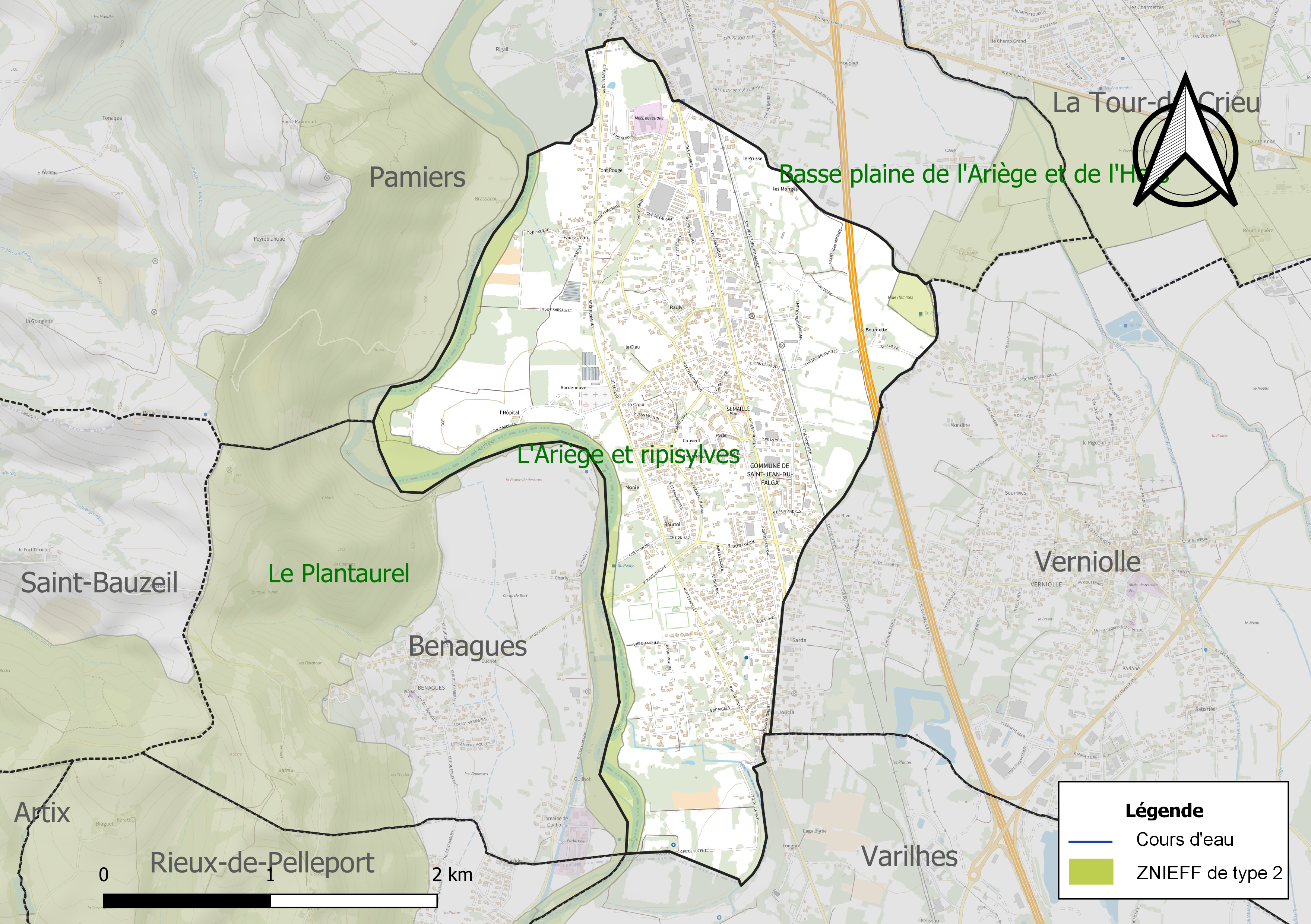
Carte des ZNIEFF de type 2 sur la commune.

## Urbanisme

### Typologie
Au 1er janvier 2024, Saint-Jean-du-Falga est catégorisée ceinture urbaine, selon la nouvelle grille communale de densité à 7 niveaux définie par l'Insee en 2022.
Elle appartient à l'unité urbaine de Pamiers, une agglomération intra-départementale dont elle est une commune de la banlieue,. Par ailleurs la commune fait partie de l'aire d'attraction de Pamiers, dont elle est une commune de la couronne,. Cette aire, qui regroupe 52 communes, est catégorisée dans les aires de moins de 50 000 habitants,.

### Occupation des sols

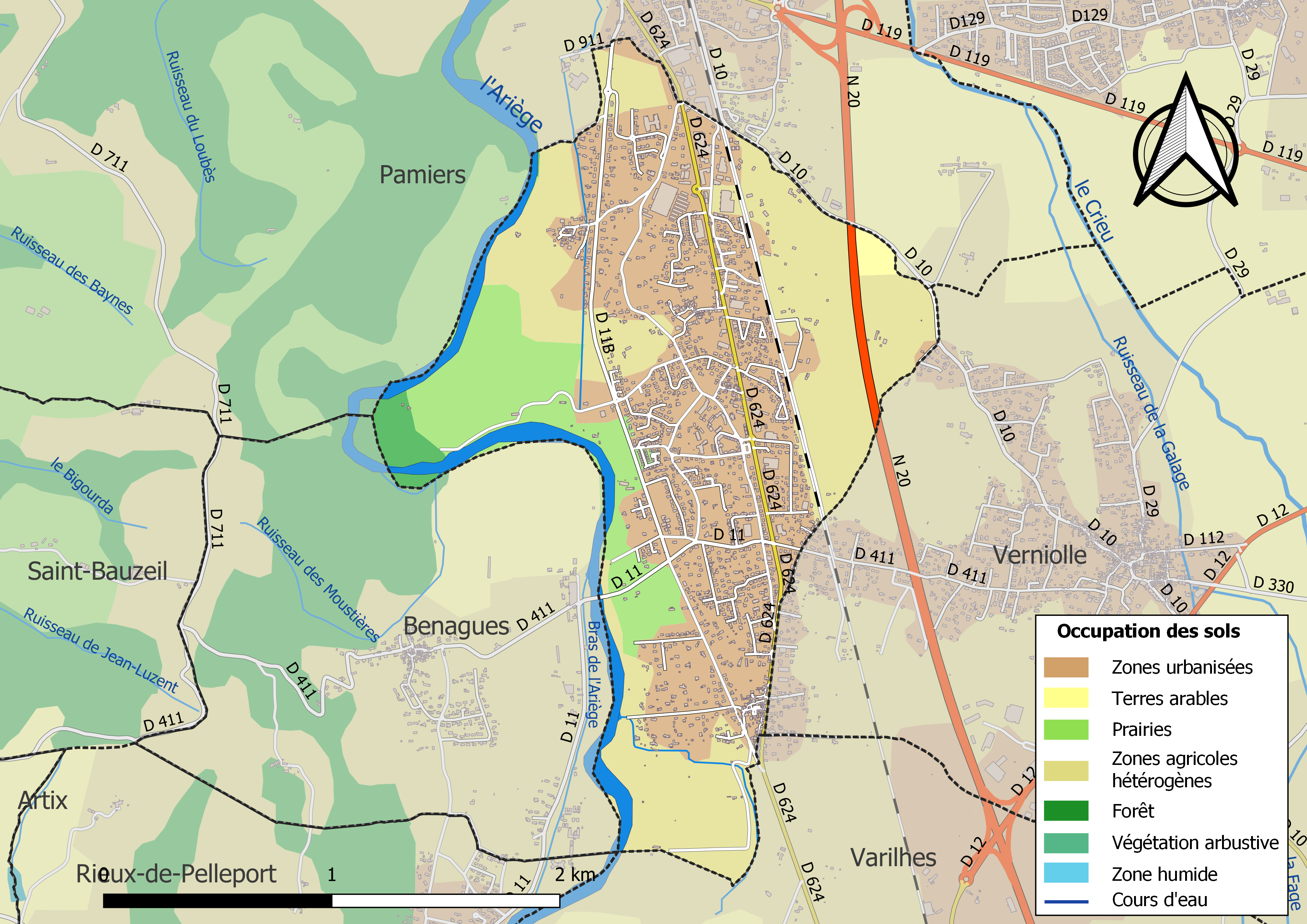
Carte des infrastructures et de l'occupation des sols de la commune en 2018 (CLC).

L'occupation des sols de la commune, telle qu'elle ressort de la base de données européenne d’occupation biophysique des sols Corine Land Cover (CLC), est marquée par l'importance des territoires agricoles (49,9 % en 2018), en diminution par rapport à 1990 (56,2 %). La répartition détaillée en 2018 est la suivante : 
zones urbanisées (43,9 %), zones agricoles hétérogènes (35,3 %), prairies (13,6 %), zones industrielles ou commerciales et réseaux de communication (4,1 %), forêts (2,2 %), terres arables (1 %). L'évolution de l’occupation des sols de la commune et de ses infrastructures peut être observée sur les différentes représentations cartographiques du territoire : la carte de Cassini (XVIIIe siècle), la carte d'état-major (1820-1866) et les cartes ou photos aériennes de l'IGN pour la période actuelle (1950 à aujourd'hui).

### Habitat et logement
En 2018, le nombre total de logements dans la commune était de 1 367, alors qu'il était de 1 283 en 2013 et de 1 192 en 2008.
Parmi ces logements, 94,1 % étaient des résidences principales, 1,6 % des résidences secondaires et 4,3 % des logements vacants. Ces logements étaient pour 85,3 % d'entre eux des maisons individuelles et pour 12,8 % des appartements.
Le tableau ci-dessous présente la typologie des logements à Saint-Jean-du-Falga en 2018 en comparaison avec celle de l'Ariège et de la France entière. Une caractéristique marquante du parc de logements est ainsi une proportion de résidences secondaires et logements occasionnels (1,6 %) inférieure à celle du département (24,6 %) mais supérieure à celle de la France entière (9,7 %). Concernant le statut d'occupation de ces logements, 69,5 % des habitants de la commune sont propriétaires de leur logement (71,7 % en 2013), contre 66,3 % pour l'Ariège et 57,5 % pour la France entière.
| Typologie                                               | Saint-Jean-du-Falga | Ariège | France entière |
| ------------------------------------------------------- | ------------------- | ------ | -------------- |
| Résidences principales (en %)                           | 94,1                | 65,7   | 82,1           |
| Résidences secondaires et logements occasionnels (en %) | 1,6                 | 24,6   | 9,7            |
| Logements vacants (en %)                                | 4,3                 | 9,7    | 8,2            |

### Voies de communication et transports
Accès avec la route nationale 20 et avec le train en gare de Pamiers.

### Risques majeurs
Le territoire de la commune de Saint-Jean-du-Falga est vulnérable à différents aléas naturels : inondations, climatiques (grand froid ou canicule), mouvements de terrains et séisme (sismicité faible). Il est également exposé à deux risques technologiques,  le transport de matières dangereuses et la rupture d'un barrage,.

#### Risques naturels

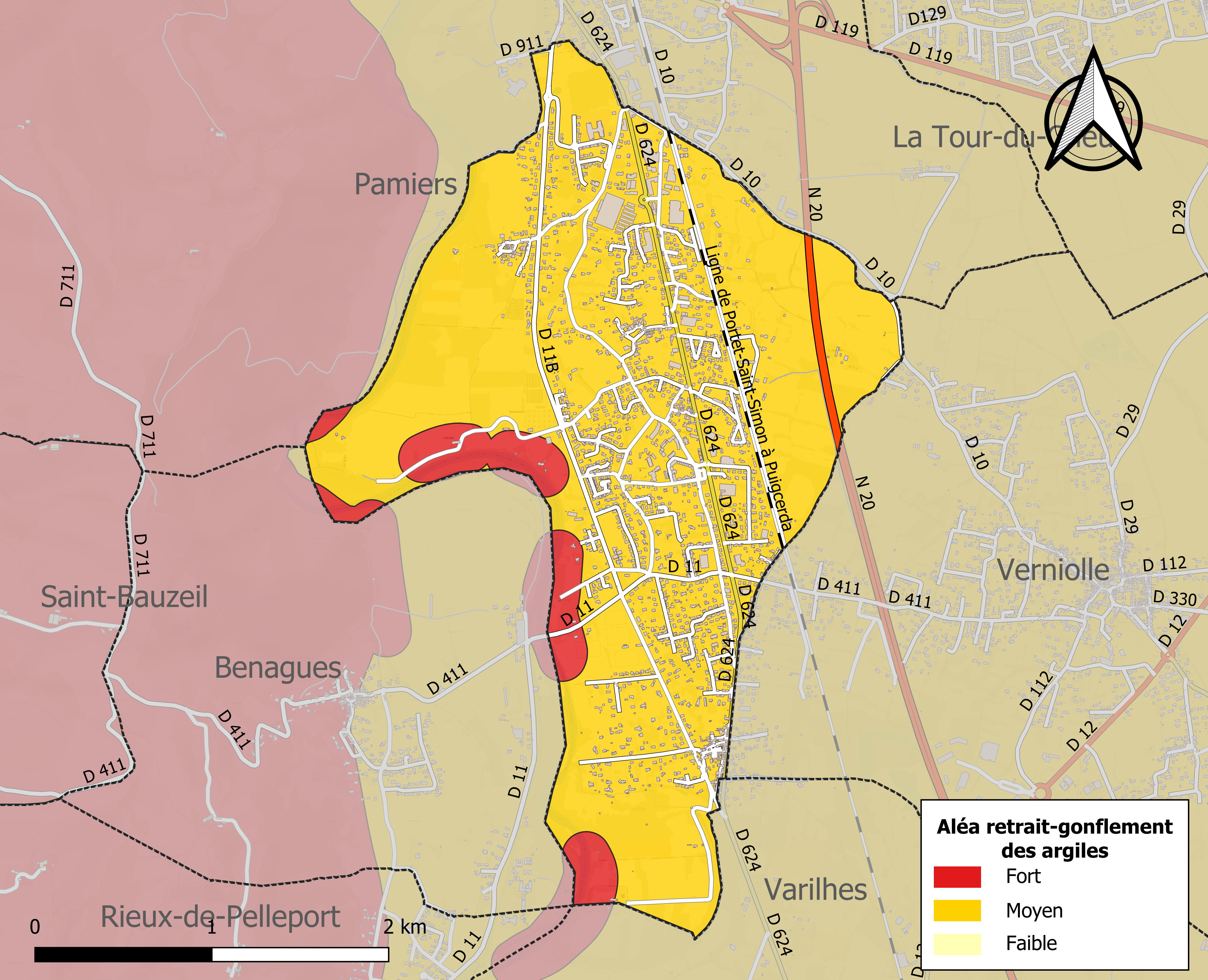
Zonage de l'aléa retrait-gonflement des argiles sur la commune de Saint-Jean-du-Falga.

Certaines parties du territoire communal sont susceptibles d’être affectées par le risque d’inondation par débordement d'un cours d'eau, l'Ariège, ou ruissellement d'un versant. L’épisode de crue le plus marquant dans le département reste sans doute celui de 1875. Parmi les inondations marquantes plus récentes concernant le cours d'eau de l'Ariège figurent la crue torrentielle de 1982 et les inondations de plaine de 1996 et de 2005 de la Basse vallée de l'Ariège.
Les mouvements de terrains susceptibles de se produire sur la commune sont soit des glissements de terrains soit des mouvements liés au retrait-gonflement des argiles. Près de 50 % de la superficie du département est concernée par l'aléa retrait-gonflement des argiles, dont la commune de Saint-Jean-du-Falga. L'inventaire national des cavités souterraines permet par ailleurs de localiser celles situées sur la commune.
Ces risques naturels sont pris en compte dans l'aménagement du territoire de la commune par le biais d'un plan de prévention des risques (PPR) inondation et mouvement de terrain approuvé le 22 juillet 2004.

#### Risques technologiques
Le risque de transport de matières dangereuses par une infrastructure routière ou ferroviaire ou par une canalisation de transport de gaz concerne la commune. Un accident se produisant sur une telle infrastructure est en effet susceptible d’avoir des effets graves au bâti ou aux personnes jusqu’à 350 m, selon la nature du matériau transporté. Des dispositions d’urbanisme peuvent être préconisées en conséquence.
Dans le département de l’Ariège on dénombre cinq grands barrages susceptibles d’occasionner des dégâts en cas de rupture. La commune fait partie des 80 communes susceptibles d’être touchées par l’onde de submersion consécutive à la rupture d’un de ces barrages.

## Histoire
Saint-Jean-du-Falga est la réunion de différents hameaux (Fauréjean, Bouffillou, Semaillé, Joucla, Rauly) et existe en tant que commune depuis 1790. À l'époque, elle ne comptait que 200 habitants. Le nom de ces hameaux sont des noms des familles qui ont bâti les premières maisons.

### Héraldique
| Blason | Blasonnement : Parti : au 1er d'or à trois pals de gueules, à la croix cléchée, vidée et pommetée de douze pièces du champ brochant en cœur, au 2e d'azur à la montagne de trois pics de sinople enneigés d'argent, au pont d'argent brochant en cœur et posé sur une rivière sinueuse du champ bordée de deux rives de sinople, à deux fougères stylisées d'argent, posées en chevron renversé, mouvant d'un annelet du même rempli de sinople et brochant en pointe sur le parti,. |

## Politique et administration

### Découpage territorial
La commune de Saint-Jean-du-Falga est membre de la communauté de communes des Portes d'Ariège Pyrénées, un établissement public de coopération intercommunale (EPCI) à fiscalité propre créé le 5 octobre 2016 dont le siège est à Pamiers. Ce dernier est par ailleurs membre d'autres groupements intercommunaux.
Sur le plan administratif, elle est rattachée à l'arrondissement de Pamiers, au département de l'Ariège, en tant que circonscription administrative de l'État, et à la région Occitanie.
Sur le plan électoral, elle dépend du canton de Pamiers-1 pour l'élection des conseillers départementaux, depuis le redécoupage cantonal de 2014 entré en vigueur en 2015, et de la deuxième circonscription de l'Ariège  pour les élections législatives, depuis le redécoupage électoral de 1986.

### Administration municipale
Le nombre d'habitants au recensement de 2017 étant compris entre 2 500 habitants et 3 499 habitants, le nombre de membres du conseil municipal pour l'élection de 2020 est de vingt trois,.

### Liste des maires
| Période                                  | Période    | Identité         | Étiquette | Qualité |
| ---------------------------------------- | ---------- | ---------------- | --------- | --- |
| Les données manquantes sont à compléter. |            |                  |           | |
| octobre 1947                             | mars 1965  | Marcel Bedel     |           | |
| Les données manquantes sont à compléter. |            |                  |           | |
| mars 1977                                | mars 1989  | Jean Beyssi      | PS        | Professeur agrégé à l'École normale de Foix                                                                                                |
| mars 1989                                | avril 2014 | Jean Fabre       | PS        | |
| avril 2014                               | mai 2020   | Michel Stervinou | PG/FG     | Retraité 3e vice-président de la CC du Pays de Pamiers (2014 → 2016) 5e vice-président de la CC des Portes d'Ariège Pyrénées (2017 → 2020) |
| mai 2020                                 | En cours   | Michel Doussat   | PS        | Retraité, adjoint au maire 7e vice-président de la CC des Portes d'Ariège Pyrénées (2020 → )                                               |

## Population et société

### Démographie
L'évolution du nombre d'habitants est connue à travers les recensements de la population effectués dans la commune depuis 1793. Pour les communes de moins de 10 000 habitants, une enquête de recensement portant sur toute la population est réalisée tous les cinq ans, les populations de référence des années intermédiaires étant quant à elles estimées par interpolation ou extrapolation. Pour la commune, le premier recensement exhaustif entrant dans le cadre du nouveau dispositif a été réalisé en 2005.

En 2022, la commune comptait 2 864 habitants, en évolution de −2,78 % par rapport à 2016 (Ariège : +1,48 %, France hors Mayotte : +2,11 %).
| 1793 | 1800 | 1806 | 1821 | 1831 | 1836 | 1841 | 1846 | 1851 |
| ---- | ---- | ---- | ---- | ---- | ---- | ---- | ---- | ---- |
| 359  | 352  | 479  | 502  | 535  | 546  | 555  | 518  | 533  |

| 1856 | 1861 | 1866 | 1872 | 1876 | 1881 | 1886 | 1891 | 1896 |
| ---- | ---- | ---- | ---- | ---- | ---- | ---- | ---- | ---- |
| 526  | 510  | 483  | 469  | 470  | 424  | 433  | 463  | 426  |

| 1901 | 1906 | 1911 | 1921 | 1926 | 1931 | 1936 | 1946 | 1954 |
| ---- | ---- | ---- | ---- | ---- | ---- | ---- | ---- | ---- |
| 432  | 426  | 405  | 432  | 394  | 387  | 393  | 385  | 435  |

| 1962 | 1968  | 1975  | 1982  | 1990  | 1999  | 2005  | 2006  | 2010  |
| ---- | ----- | ----- | ----- | ----- | ----- | ----- | ----- | ----- |
| 757  | 1 071 | 2 011 | 2 153 | 2 263 | 2 276 | 2 518 | 2 549 | 2 719 |

| 2015  | 2020  | 2022  | - | - | - | - | - | - |
| ----- | ----- | ----- | - | - | - | - | - | - |
| 2 900 | 2 855 | 2 864 | - | - | - | - | - | - |

| selon la population municipale des années : | 1968 | 1975 | 1982 | 1990 | 1999 | 2006 | 2009 | 2013 |
| Rang de la commune dans le département      | 25   | 10   | 11   | 11   | 11   | 11   | 11   | 11   |
| Nombre de communes du département           | 340  | 328  | 330  | 332  | 332  | 332  | 332  | 332  |

On constate qu'entre 1968 et 1975 la population a doublé.

### Enseignement
Saint-Jean-du-Falga compte une école élémentaire et une école maternelle publiques avec cantine et fait partie de l'académie de Toulouse. Elle possède également une crèche.

### Culture et festivités
Bibliothèque, marché tous les mercredis matin. Le comité des fêtes organise des évènements comme : le marché gourmand, la foire de printemps, le marché de Noël, le carnaval....

### Activités sportives
Tennis, basket-ball, pêche, pétanque, trophée européen féminin de rugby à XV 2004, stade de foot et de rugby.

### Écologie et recyclage
La collecte et le traitement des déchets des ménages et des déchets assimilés ainsi que la protection et la mise en valeur de l'environnement se font dans le cadre de la communauté de communes des Portes d'Ariège - Pyrénées.

## Économie

### Revenus
En 2018, la commune compte 1 223 ménages fiscaux, regroupant 2 715 personnes. La médiane du revenu disponible par unité de consommation est de 21 050 € (19 820 € dans le département). 44 % des ménages fiscaux sont imposés (40,7 % dans le département).

### Emploi
| Division       | 2008  | 2013   | 2018   |
| -------------- | ----- | ------ | ------ |
| Commune        | 8,3 % | 8,8 %  | 9,4 %  |
| Département    | 8,9 % | 11,1 % | 11,2 % |
| France entière | 8,3 % | 10 %   | 10 %   |

En 2018, la population âgée de 15 à 64 ans s'élève à 1 558 personnes, parmi lesquelles on compte 75,5 % d'actifs (66,1 % ayant un emploi et 9,4 % de chômeurs) et 24,5 % d'inactifs,. En  2018, le taux de chômage communal (au sens du recensement) des 15-64 ans est inférieur à celui de la France et du département, alors qu'en 2008 il était supérieur à celui de la France.
La commune fait partie de la couronne de l'aire d'attraction de Pamiers, du fait qu'au moins 15 % des actifs travaillent dans le pôle,. Elle compte 973 emplois en 2018, contre 907 en 2013 et 693 en 2008. Le nombre d'actifs ayant un emploi résidant dans la commune est de 1 045, soit un indicateur de concentration d'emploi de 93,1 % et un taux d'activité parmi les 15 ans ou plus de 49,5 %.
Sur ces 1 045 actifs de 15 ans ou plus ayant un emploi, 221 travaillent dans la commune, soit 21 % des habitants. Pour se rendre au travail, 87,7 % des habitants utilisent un véhicule personnel ou de fonction à quatre roues, 4,2 % les transports en commun, 6,5 % s'y rendent en deux-roues, à vélo ou à pied et 1,5 % n'ont pas besoin de transport (travail au domicile).

### Activités hors agriculture
234 établissements sont implantés  à Saint-Jean-du-Falga au 31 décembre 2019. Le tableau ci-dessous en détaille le nombre par secteur d'activité et compare les ratios avec ceux du département,.
| Secteur d'activité                                                                                        | Commune | Commune | Département |
| Secteur d'activité                                                                                        | Nombre  | %       | %           |
| --- | ------- | ------- | ----------- |
| Ensemble                                                                                                  | 234     | 100 %   | (100 %)     |
| Industrie manufacturière, industries extractives et autres                                                | 12      | 5,1 %   | (12,9 %)    |
| Construction                                                                                              | 25      | 10,7 %  | (14,2 %)    |
| Commerce de gros et de détail, transports, hébergement et restauration                                    | 97      | 41,5 %  | (27,5 %)    |
| Information et communication                                                                              | 2       | 0,9 %   | (1,8 %)     |
| Activités financières et d'assurance                                                                      | 12      | 5,1 %   | (2,8 %)     |
| Activités immobilières                                                                                    | 9       | 3,8 %   | (4,2 %)     |
| Activités spécialisées, scientifiques et techniques et activités de services administratifs et de soutien | 21      | 9 %     | (13,2 %)    |
| Administration publique, enseignement, santé humaine et action sociale                                    | 30      | 12,8 %  | (14,4 %)    |
| Autres activités de services                                                                              | 26      | 11,1 %  | (8,8 %)     |

Le secteur du commerce de gros et de détail, des transports, de l'hébergement et de la restauration est prépondérant sur la commune puisqu'il représente 41,5 % du nombre total d'établissements de la commune (97 sur les 234 entreprises implantées  à Saint-Jean-du-Falga), contre 27,5 % au niveau départemental.
Les cinq entreprises ayant leur siège social sur le territoire communal qui génèrent le plus de chiffre d'affaires en 2020 sont : 
- Ariedis, hypermarchés (47 525 k€)
- Alfa Optique, commerces de détail d'optique (3 018 k€)
- Ste Mfa, commerce de détail de meubles (645 k€)
- Ariegeoise De Menuiserie Escalier Et Charpente - Samec, travaux de menuiserie bois et PVC (389 k€)
- EURL Bartolo Maconnerie, travaux de maçonnerie générale et gros œuvre de bâtiment (208 k€)

### Agriculture
|                                   | 1988 | 2000 | 2010 |
| --------------------------------- | ---- | ---- | ---- |
| Exploitations                     | 17   | 4    | 3    |
| Superficie agricole utilisée (ha) | 66   | 61   | 29   |

La commune fait partie de la petite région agricole dénommée « Plaine de l'Ariège ». En 2010, l'orientation technico-économique de l'agriculture  sur la commune est la production de fleurs et l'horticulture. Trois exploitations agricoles ayant leur siège dans la commune sont dénombrées lors du recensement agricole de 2010 (douze en 1988). La superficie agricole utilisée est de 29 ha.

## Culture locale et patrimoine

### Lieux et bâtiments
- Chapelle Saint-Jean-du-Falga du cimetière datant du XIIe siècle, actuellement fermée au public. L'édifice est inscrit à l'inventaire des monuments historiques depuis 1986[70].
- Église Saint-Jean-Baptiste[71],[72].